# ديبورتيفو تولوكا
نادي ديبورتيفو تولوكا لكرة القدم (بالإسبانية: Deportivo Toluca Fútbol Club)‏ (تلفظ بالإسبانية: ‎/depoɾˈtiβo toˈluka ˈfutβol ˈkluβ/‏)، أو كما يُعرف اختصارًا باسم ديبورتيفو تولوكا (بالإسبانية: Deportivo Toluca)‏ (تلفظ بالإسبانية: ‎/depoɾˈtiβo toˈluka/‏)، هو نادي كرة قدم مكسيكي. تأسس الفريق في 12 فبراير 1917، ويقع مقره في تولوكا الواقعة داخل ولاية مكسيكو، ويلعب في الدوري المكسيكي الممتاز، ويلعب مبارياته على ملعب نيميسيو دييز. حقق الفريق العديد من البطولات، فعلى الصعيد المحلي حصل الفريق على الدوري المكسيكي الممتاز 10 مرات، وعلى كأس المكسيك مرتين، وعلى الدوري المكسيكي الدرجة الثالثة مرة واحدة، وعلى كأس السوبر المكسيكي 4 مرات، وعلى الصعيد الدولي حقق ديبورتيفو تولوكا دوري أبطال الكونكاكاف 4 مرات. ووفقًا للاستطلاع حصل عام 2018، فإن ديبورتيفو تولوكا هو ثامن أكثر الفرق شعبية في المكسيك.

## التاريخ

### السنوات المُبكّرة
أنشأَ في الثاني عشر من شباط/فبراير 1917 الأخوان رومان ألداي وجيراردو فيرات جنبًا إلى جنب مع فيليبرتو نافاس ومانويل هنكل نادي ديبورتيفو تولوكا فوتبول (بالإنجليزية: Deportivo Toluca Futbol Club)‏. انضمَّ الفريق عام 1950 للنشاطِ في دوري الدرجة الثانيّة المكسيكي الذي شُكِّلَ مؤخرًا ثمّ سُرعان ما صعدَ النادي للدوري المكسيكي الممتاز عام 1953 بعدَ التعادل مع نادي إرابويتا بثلاثة أهداف لمثلها: هدفينِ سجّلهما اللاعب روبين بيشاردو وآخرٌ سجّله هداف البطولة ماتيو دي لا تيجيرا.
كانت أول مباراةٍ رسميةٍ لنادي ديبورتيفو تولوكا في دوري الدرجة الأولى المكسيكي (يُعرف حاليًا بالدوري الممتاز) ضدَّ نادي أتلانتي، حيث فاز تولوكا بهدفينِ مقابل واحد. فاز الفريق ببطولتين متتاليتين عامي 1966 و1967 تحت قيادة المدرب إجناسيو تريليس، كما فازَ عام 1975 بلقبِ البطولة مرة أخرى. مع ذلك فقد تعرض النادي ومعه المدرب الأوروغواياني ريكاردو دي ليون للعديدِ من الانتقادات بسببِ أسلوب اللعب الذي اعتُبر من قِبل الكثير من النّقاد أسلوبًا دفاعيًا، لكنّ ريكاردو دي ليون أثبت أنَّ لهذا الأسلوب فاعليّته ونجاحهُ حينما حقَّقَ لقب البطولة من جديدٍ على حسابِ كلوب ليون في الدور الرابع بهدفٍ نظيفٍ سجّلهُ الإكوادوري تالو إستوبينان.

### عصر إنريكي ميزا
أصبحَ إنريكي أوجيتوس ميزا عام 1997 مدربًا للفريق حيث قادهُ لنهائيات الدوري المكسيكي حينما واجهَ توروس نيزا. عادت تولوكا للمنافسةِ من جديدٍ على البطولة المحليّة، لكنّ أسلوب الفريق التكتيكي كان سيّئًا هذه المرة حيث لم يعتد الفريق على إنهاء مبارياته بنتائج كبيرة يُسجّل فيها الكثير من الأهداف ويتلقى مثلها أيضًا. وافقت هذه الأفكار الهجوميّة للمدرب عددًا من لاعبي الفريق وعلى رأسهم الباراغواياني خوسيه ساتورنينو كاردوزو الذي أصبحَ أفضل هدافٍ في الدوري في أربعِ مناسبات.
قادَ ميزا في بطولته الثانية مع الفريق نادي تولوكا للتتويج باللقبِ المحليّ عام 1998 وهو اللقبُ الأول منذ عشرين عامًا. بعد إنهاء الموسم المحلّي في صدارة جدول الترتيب برصيد 33 نقطة، واصلَ نادي تولوكا سلسلة نجاحاتهِ بالفوزِ على أتلانتي وأمريكا في الدور ربع النهائي ونصف النهائي على التوالي، ثمَّ واجهَ تولوكا نيكاكسا في المباراة النهائية.
على جانبٍ آخرٍ، وبعد الخسارة معَ نادي هيدرورايوس في ذهاب نهائي البطولة المعروفة بالبطولة المصغّرة (1–2) في ملعب أزتيكا، سجَّل النجم نيساشا هدفينِ في أول دقيقتين من مباراة الإياب في ملعب نيميسيو دييز وانتهت المباراة بـ 1–4 في النتيجة الإجمالية. سجَّل تولوكا خمسة أهدافٍ في شباكِ نيكاكسا (تابوادا في الدقيقة الثالثة وأبونديس في الدقيقتين الخامسة والثلاثين والثانية والخمسين وكاردوزو في الثامنة والخمسين ثمّ التاسعة والثمانين) في مباراة الذهاب وانتهت النتيجة الإجماليّة بنتيجة 6–3 في المجموع ليُحقّق الفريق المكسيكي اللقب الرابع عصر البطولات القصيرة أو المُصغَّرة.
احتلَّ تولوكا المركز الثاني في الموسم الكرويّ 1998 في الدوري المحلّي خلف كروز آزول، لكنه أُقصي في الجولة الأولى من الكأس حينما خسر 2–3 في النتيجة الإجمالية أمام نادي أطلَس. تُوّج النادي المكسيني في شباط/فبراير 1999 بلقب البطولة مرة أخرى بعدما سجَّل 12 فوزًا و3 تعادلات وخسر مباراتين فقط ضد سانتوس لاجونا وأطلس. هزم الفريق نيكاكسا وسانتوس لاجونا في ربع النهائي ونصف النهائي على التوالي، ثمّ لعب تولوكا المباراة النهائية ضد أطلس الذي كان ثاني أفضل فريقٍ في الموسم من حيث النتائج والترتيب. بعد مباراتين مثيرتين؛ انتهت الأولى (مباراة الذهاب) بالتعادل الإيجابي ثلاثة أهدافٍ في كلّ شبكة في ملعب خاليسكو، كما انتهت الثانيّة (مباراة الإياب) بالتعادل الإيجابي هدفينِ في كلّ شبكة في ملعب نيميسيو دياز؛ فازَ ديبورتيفو باللقب بركلات الترجيح بعدما تفوَّقَ بخمسِ ركلاتٍ ترجيحيّة صحيحة مقابل أربعة. فاز تولوكا تحتَ قيادة المدرب إنريكي ميزا بالبطولة ثلاث مرات في ثلاث سنوات، ثمّ ترك الفريق في تشرين الأول/أكتوبر 2000 لإدارة منتخب المكسيك لكرة القدم.

### العصر الذهبي

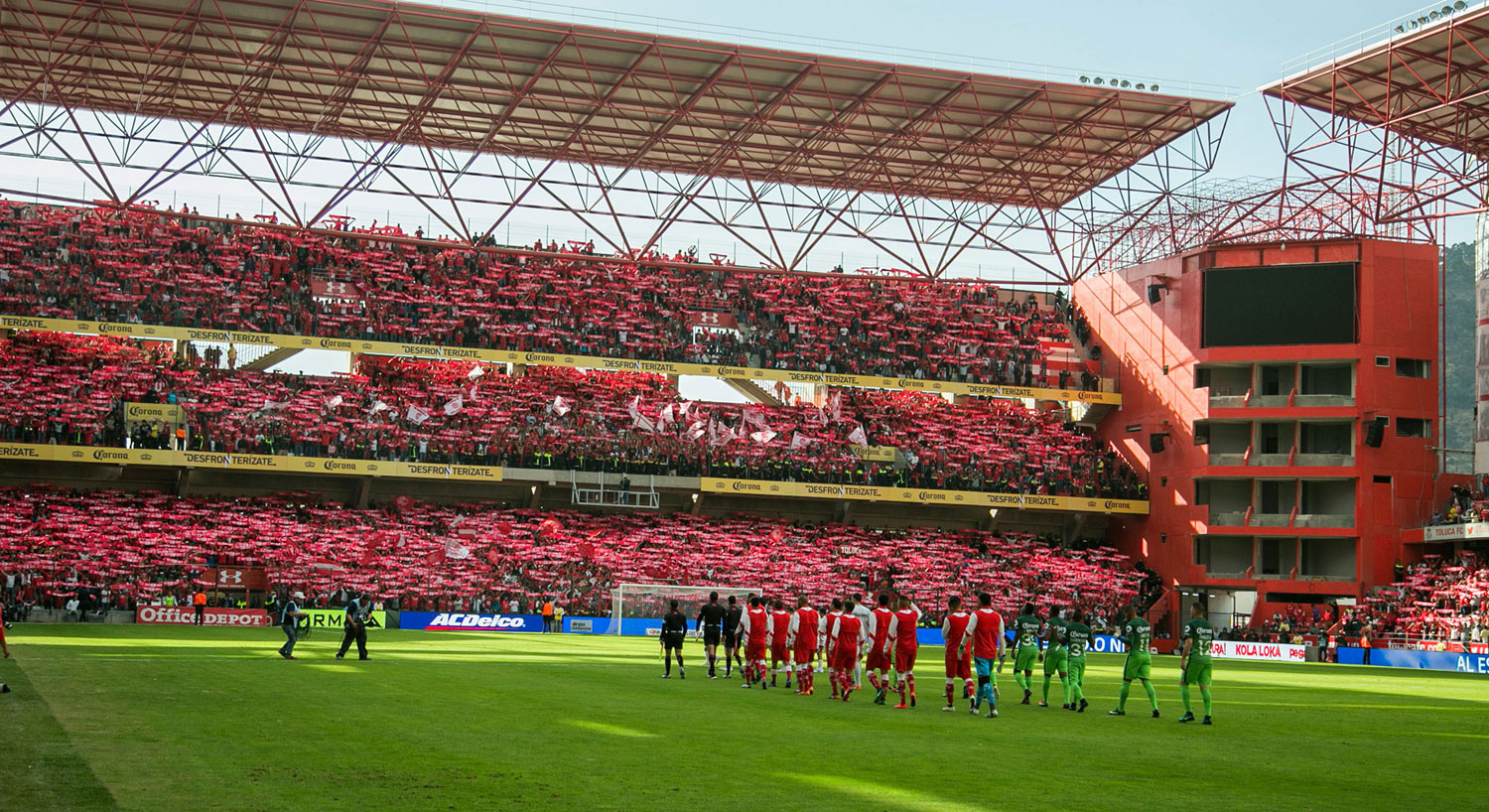
ملعب نادي ديبورتيفو تولوكا خلال مباراةٍ ما عام 2017.

عُيّن ريكاردو لا فولبي عام 2001 مدربًا لتولوكا. أشرفَ ريكاردو على أحد أكثر الفرق نجاحًا منذ سنوات حيث ضمَّ الفريق عددًا من النجوم الكبار في الدوري المكسيكي وعلى رأسهم كاردوزو وفيسنتي سانشيز. مع ذلك غادرَ لا فولبي نادي تولوكا قبل بضعة أسابيع من نهاية الموسم وهو ما أثَّرَ سلبيًا على الفريق الذي خسرَ لقبهُ السابع.
أصبحَ الفريق في نهاية 2005 بطلًا مرة أخرى وذلك بعد فوزه على نادي مونتيري بمجموع 6–3 في المبارتين اللتين أثارتا الكثير من الجدل بسببِ قرارات الحكم المكسيكي ماركو رودريغيز الذي طرد ثلاثة لاعبين من مونتيري مباشرة دون تنبيه شفويّ ولا إنذار أصفر. فشل الفريقُ في العام الموالي في الحفاظِ على تقدمه حينما وصل متقدمة جدًا في الصراع على الدوري قبل أن يُضيعه في آخر الجولات حينما تعادلَ في مباراة الذهاب (1–1) ضد نادي غوادالاخارا لكنه خسر مباراة الإيّاب (1–2) في ملعب نيميسيو دييز.
كان موسم 2007 أحد أسوأ المواسم في تاريخِ نادي ديبورتيفو تولوكا حيثُ حلَّ في المركز الأخير في الدوري المحليّ، ثم حاول تعويض هذه النتائج السلبيّة في كأس ليبرتادوريس 2007 فوصلَ الفريق المكسيكي لدور الـ 16 حين أُقصي على يدِ ناي كوكوتا ديبورتيفو الكولومبي. بعد الإقصاء من كلتا البطولتين، استقالَ المدرب جاليجو من منصبه كمدربٍ لتولوكا قبل أن يُعيَّنَ خوسيه بيكرمان المدرب السابق للمنتخب الأرجنتيني مدربًا للفريق في الثلاثين من أيّار/مايو 2007.
فشل نادي تولوكا في التأهل لبطولة كوبا ليبرتادوريس 2008، كما كانت بدايتهُ متواضعة جدًا في الموسم الموالي تحت قيادة المدرب الجديد الذي جمعَ أربع نقاطٍ فقط في أربع مباريات حينما تعادل فيها كلها. استفاقَ الفريق في آخر جولات الدوري حينما حصدَ 13 نقطة من أصلِ 15 ممكنة في خمس مباريات وذلك بعدما فاز في أربعة وتعادل في واحدة واصلًا بذلك للنقطة الـ 27 نقطة التي مكَّنت ديبورتيفو من احتلال المركز الثاني في الجدول النهائي لجدول الترتيب والعودة لدوري الأضواء. سجَّل حارسُ الفريق هيرنان كريستانتي رقمًا قياسيًا في هذا الموسم حينما حافظَ على نظافة شباكه لـ 773 دقيقة كاملة.
انتفض النادي في الموسم الكرويّ 2010–11 حينما قدم مستويات طيّبة إلى أن فاز بالدوري حينما تفوَّق في آخر مباراة على على سانتوس لاجونا واصلًا بذلك للقب العاشر في تاريخ النادي وهو نفس عدد الألقاب الذي حقّقه الغريم التقليدي نادي أمريكا. إلى جانبِ الفوز باللقب المحلي عشر مرات، كان ديبورتيفو تولوكا أيضًا وصيف البطولة المحلية المكسيكية ست مرات. جاء ديبورتيفو تولوكا في موسم 2012 في المركز الأول من جديدٍ وهو ما مكّنه من ضمانِ بطاقةٍ له في كوبا ليبرتادوريس. وصلَ الفريقُ المكسيكي إلى المباراة النهائية في البطولة المحليّة لكنه خسرها أمام نادي تيخوانا بنتيجة 4–1 في مجموع المباراتين، ثم احتلَّ في الموسم الموالي المركز الثالث عشر وهو مركزٌ سيّء أثر على الفريق الذي دخل في عددٍ من المشاكل التي لم تنتهِ رغم استقالة المدرب إنريكي ميزا الذي عوّضهُ الهداف السابق خوسيه كاردوزو.

### المشاكل
بعد كلّ المشاكل التي ألمَّت بالنادي وبعد فشل المدرب خوسيه ساتورنينو كاردوزو، كان التغيير الجذري ضروريًا للنادي. قُدِّمَ في الواحد والثلاثين من أيّار/مايو 2016 خوسيه لويس ريال مدربًا جديدًا للنادي وهو الذي جاء بمشروعٍ رياضيّ جديدٍ على رأسِ الإدارة الفنيّة للفريق. سُرعان ما عيَّنَ خوسسه اللاعب السابق إنريكي ألفارو روجاس وخواكين فيلازكيز مُساعدين فنيين له من أجل وضعِ الخطط الجديدة للنادي والبدء في تطبيقها. تعاقد الفريقُ في البداية معَ حارس المرمى المعار لويس جارسيا كما وقع على عقودٍ جديدةٍ معَ لاعبين آخرين لكنّه فقد في المقابل لاعبين أساسيين من أمثال ريتشارد أورتيز وكريستيان كويفا وهريبرتو فيداليس ولوكاس لوبوس، فيما انتهت إعارةُ عددٍ من اللاعبين الآخرين بما في ذلك ليبوريو سانشيز وكريستيان بيريز وماريو كويزدا وروبرتو نيكولاس ساوسيدو وعمر أريانو. تخلَّى الفريق كذلك عن عددٍ من نجومه وعلى رأسهم دانيال غونزاليس فيغا الذي أُعير لنادي تشياباس وهيكتور أكوستا الذي أُعير لنادي ألبرخيس. ضمَّ الفريقُ في فترة الانتقالات ما قبل الموسم ديفيد رانغيل لمساعدةِ الجهاز الفني على تسهيل تنفيذ الخطط. عزَّز الفريقُ في صفوفهِ عددًا من اللاعبين الأجانب في موسم 2016–17 حيث ضمَّ اللاعب التشيلي أوزفالدو غونزاليس بالإضافة إلى البرازيلي مايكون ليتي الذي لعبَ سابقًا لصالح نادي أطلس فضلًا عن اللاعب الأرجنتيني رودريجو غوميز وزميله بابلو باريينتوس الذي لعب خلال الموسم الماضي مع سان لورينزو، بالإضافة إلى انضمام الإنجليزي المكسيكي أنطونيو بيدروزا الذي وصل من نادي سبورت هيريديانو في كوستاريكا فيما كان آخرُ التعزيزات اللاعب الأرجنتيني خيسوس مينديز الذي جاء من إندبندنت بعدما عاد زميله داريو بوتينيلي إلى الأرجنتين للعبِ مع جيمناسيا لابلاتا.
وجد ديبورتيفو تولوكا نفسه يلعب على أرضه في ملعب ألبرتو تشيفو بجامعة قرطبة لأنَّ ملعب نيميسيو دييز كان يُرمَّمُ استعدادًا للاحتفالات القادمة بالذكرى المئويّة على تأسيسِ الفريق. رغم كل التحديثات وكلّ الصفقات، وحتى الجولة السابعة عشر كان نادي ديبورتيفو تولوكا في المركز العاشر ومع ذلك فحظوظه كانت قائمة من أجل التتويجِ باللقب أو احتلال مركزٍ مؤهلٍ للبطولات القاريّة على الأقل. على جانبٍ آخر، أُقصي ديبورتيفو تولوكا من كأس المكسكيك على يد كويريتارو إف سي في الدور نصف النهائي. أصبحَ مع نهاية عام 2017 ملعب نيميسيو دييز جاهزًا تمامًا، حيث احتفل الفريق فيهِ بذكراه المئويّة التي أعلنَ فيها عن ضمّه عددًا من الصفقات الجديدة على غِرار جيراردو فلوريس وكارلوس جيراردو رودريغيز ورودريجو ساليناس وغابرييل هوش وإفراين فيلاردي عدى عن روبن سامبويز. وصلَ الفريق في ذاك الموسم لنصف النهائي الكأس من جديدٍ قبل أن يُغادره على يدِ نادي غوادالاخارا الذي سيُتوَّج في النهاية بطلًا للمسابقة.
فشلَ ديبورتيفو تولوكا في تحقيقِ أيّ لقبٍ في الذكرى المئوية له، وهو ما زاد من مشاكله ومعاناته على مختلف كلّ البطولات. تخلَّى الفريقُ بحلول عام 2018 على خدماتِ فيلاردي ورودريجو جوميز ومايكون لايت وبيدروزا بينما ضمَّ بشكلٍ مفاجئٍ لويس كوينونيس وليونيل لوبيز وأنجيل رينا. وصلَ في النصف الأول من الموسم الكرويّ 2018–19 إلى نهائي كأس المكسيك لكنّه خسر أمامَ نادي نيكاكسا. تحسَّن أداءُ الفريق تدريجيًا حيث ظلَّ على مدى عدّة أسابيع في صدارة جدول الترتيب إلى أن وصلَ الدور ربع النهائي والذي أطاحَ فيه بنادي موريليا ثم أقصى في الدور نصف النهائي نادي تيخوانا ليضرب موعدًا في لمباراة النهائية أمامَ سانتوس لاجونا وهو الفريق سبق له الفوز عليه في أواخر العامين 2000 و2010، ومع ذلك فقد ثأرَ سانتوس لنفسه هذه المرة حينما فاز بـ 2–3 في مجموعِ المبارتين.
تعاقدَ تولوكا مع بداية موسم 2018 مع عددٍ من اللاعبين على رأسهم ويليام دا سيلفا وأدولفو دومينغيز وأموري إسكوتو وريتشارد رويز ولويس أنخيل ميندوزا وهيكتور أكوستا وفرناندو توبيو كما استعادَ نجمُ إنريكي تريفيريو ومع ذلك فأداء الفريق ظلَّ متواضعًا في البطولة المحليّة ولم يرقَ لمستوى التطلعات. وصلَ النادي في كأس المكسيك للدور ربع النهائي لكنه غادره على يدِ نادي أمريكا – الذي سيتُوَّج بطلًا لهذه النسخة في نهايةِ المطاف – بـ 5–4 في مجموع المبارتين. قررت الإداراة عدم الاستغناء عن المدرب كريستانتي رغم تواضع النتائج لكنها أقالتهُ في نهايةِ المطاف بعدما فشل في تحقيقِ أيّ فوزٍ طوال ستِّ مبارياتٍ حيث تعادل في واحدة وخسر خمسة. عُيّن ريكاردو لافولبي مدربًا جديدًا للفريق الذي شهد معه بعض التحسّن لكنه ظلَّ يُعاني على عدّة مستويات منها فشلُ الفريق الفريق في التأهل والمنافسة على الألقاب القاريّة التي كانت مطلب الجماهير. لم تتحسن نتائجُ الفريق في الموسم الكرويّ 2019–20 وظلَّ يُعاني الأمرين في الصراعِ مع فرقٍ أخرى على مراكز المقدمة.

## الفريق

### التشكيلة الحالية
آخر تحديث للتشكيلة كان بتاريخ 12 ديسمبر 2020:
| الرقم | الجنسية    | المركز | الاسم                   |
| ----- | ---------- | ------ | ----------------------- |
| 1     | المكسيك    | حارس   | ألفريدو سالديفار        |
| 2     | الأرجنتين  | مدافع  | غاستون ساورو            |
| 3     | المكسيك    | وسط    | راؤول لوبيز جوميز       |
| 4     | المكسيك    | مدافع  | أدريان مورا             |
| 5     | الأرجنتين  | مدافع  | جوناثان مايدانا         |
| 7     | المكسيك    | وسط    | ألان ميدينا             |
| 8     | البرازيل   | وسط    | ويليام فرناندو دا سيلفا |
| 10    | الإكوادور  | مهاجم  | جواو بلاتا              |
| 11    | الأوروغواي | مهاجم  | بابلو لوبيز             |
| 12    | المكسيك    | حارس   | غوستافو غوتيريز         |
| 13    | الإكوادور  | مهاجم  | ميخائيل إسترادا         |
| 14    | الأرجنتين  | وسط    | روبن سامبويزا           |
| 15    | المكسيك    | وسط    | أنطونيو ريوس            |
| 16    | المكسيك    | وسط    | خافيير غويميز           |

| الرقم | الجنسية   | المركز | الاسم                            |
| ----- | --------- | ------ | -------------------------------- |
| 16    | المكسيك   | وسط    | خافيير غويميز                    |
| 18    | المكسيك   | وسط    | كيفن كاستانيدا                   |
| 19    | المكسيك   | مهاجم  | دييغو ألبيلا                     |
| 21    | الأرجنتين | مهاجم  | إنريكي تريفيريو                  |
| 22    | المكسيك   | حارس   | لويس مانويل غارسيا               |
| 23    | المكسيك   | مدافع  | أوسكار أورتيغا                   |
| 24    | المكسيك   | مهاجم  | كارلوس إيرنيستو سيسنيروس         |
| 25    | الأرجنتين | وسط    | أليكسيس كانيلو                   |
| 27    | المكسيك   | وسط    | دييغو غونزاليز هيرنانديز         |
| 28    | المكسيك   | مهاجم  | جيوفاني دي خيسوس ليون سالازار    |
| 30    | المكسيك   | وسط    | ألان عمر رودريغيز أورتيز         |
| 31    | المكسيك   | مهاجم  | كريستوفر أليكساندر إنغلهارت مورا |
| 33    | البرازيل  | وسط    | دييغو ريغوناتو رودريغوز          |

### لاعبون معارون
| الجنسية   | المركز | الاسم           | النادي المعار إليه |
| --------- | ------ | --------------- | ------------------ |
| المكسيك   | حارس   | رودريغو أورتيغا | أتلانتي إف سي      |
| المكسيك   | حارس   | رامون باسكويل   | بوماس تاباسكو      |
| المكسيك   | مدافع  | لويس ألونسو     | كانكون             |
| الإكوادور | مدافع  | أنيبال شالا     | ديجون              |
| المكسيك   | مدافع  | دييغو جاليغوس   | أتليتيكو موريليا   |
| المكسيك   | وسط    | كيفن إيسكاميا   | كويريتارو          |
| المكسيك   | وسط    | ليونيل إنريكيز  | كانكون             |

| الجنسية          | المركز | الاسم             | النادي المعار إليه   |
| ---------------- | ------ | ----------------- | -------------------- |
| المكسيك          | وسط    | ليونيل لوبيز      | أونيفرسيداد ناسيونال |
| الأرجنتين        | وسط    | فيديريكو مانكويلو | فيليز سارسفيلد       |
| كولومبيا         | وسط    | فيليبي باردو      | باتشوكا              |
| الولايات المتحدة | وسط    | لويس رودريغيز     | أتليتيكو موريليا     |
| الأرجنتين        | مهاجم  | إيمانويل جيجليوتي | كلوب ليون            |
| المكسيك          | مهاجم  | خافيير هيرنانديز  | تيباتيتلان           |
| المكسيك          | مهاجم  | أوسكار ميلان      | نيكاكسا              |

## بطولات وإنجازات الفريق

### محلي
- الدوري المكسيكي الممتاز (10 ألقاب) : 
1966–67،[43] 1967–68،[44] 1974–75،[45] 1998،[46] 1999،[47] 2000،[48] 2002،[49] 2005،[50] 2008،[51] 2010[52]
- الدوري المكسيكي الدرجة الثالثة (لقب وحيد) : 
1952–53
- كأس المكسيك (لقبين) : 
1955–56،[53] 1988–89[54]
- كأس السوبر المكسيكي (4 ألقاب) : 
1967، 1968، 2003، 2006

### دولي
- دوري أبطال الكونكاكاف (لقبان) : 
1968،[55] 2003[56]